# Escudo de la Ciudad de Salta
El Escudo de Salta es uno de los dos emblemas que representan a la ciudad de Salta, capital de la provincia homónima y ubicada en el norte de Argentina. El escudo y el himno tienen el reconocimiento de símbolos oficiales del municipio de Salta según la Ordenanza N.º 239 del Concejo Deliberante de la ciudad. Además, el blasón como símbolo de la ciudad forma parte de la imagen institucional de la administración municipal, por lo que está presente en los actos protocolarios, en los documentos municipales, en el mobiliario urbano y en los edificios públicos. El blasón también fue emblema de otras entidades como la Intendencia de Salta del Tucumán y la Provincia de Salta.
Tiene su origen en una medalla acuñada en 1789 para celebrar la coronación de Carlos IV y la creación de la Intendencia de Salta del Tucumán. En el escudo original, adoptado en 1934, aparecía la efigie de un amerindio que amenazaba con un arma al conquistador español. La figura fue retirada en 1938 por haber sido considerada discriminatoria hacia los pueblos indígenas.

## Historia
La ciudad de Salta utilizó como único emblema el escudo real español hasta que en 1596 Felipe el Prudente decreta una ley que titula «que las ciudades, villas y lugares de las Indias tengan los escudos de armas que hubieren concedido». Muchas ciudades eligieron sus escudos sin aprobación real, como sucedió con la de San Felipe de Lerma en el valle de Salta, que fue la primera ciudad del Tucumán, región que en la actualidad se extendería desde el norte de La Pampa hasta Tarija, en adoptar un escudo propio.
En 1789, el gobernador de ese entonces decretó que se acuñe una medalla para conmemorar la proclamación de Carlos IV al trono y al mismo tiempo la creación de la Intendencia de Salta del Tucumán, y fue en ese año en que la corona española le otorgó su aprobación al escudo.
Posteriormente, se cambiaría al escudo más de treinta veces, hasta que el 19 de agosto de 1934, se retoma al escudo original mediante la ordenanza N.º 239/34 del Concejo Deliberante de Salta. Cuatro años más tarde, la ordenanza municipal N° 470 retiro la figura del indígena por ser considerada discriminatoria hacia los aborígenes. El 21 de septiembre de 1946, el escudo pasó a ser de provincial a municipal, ya que la legislatura de Salta sancionó al actual escudo provincial.

## Elementos

### Blasón
El río que atraviesa el escudo es el río Arenales, que "ameniza la ciudad", un cerro que "la fortalece" y que representa al valle de Lerma, tres árboles que "la hacen hermosa" y que representan a la vegetación, el conquistador español simboliza el valor y el perro la fidelidad.

### Lema

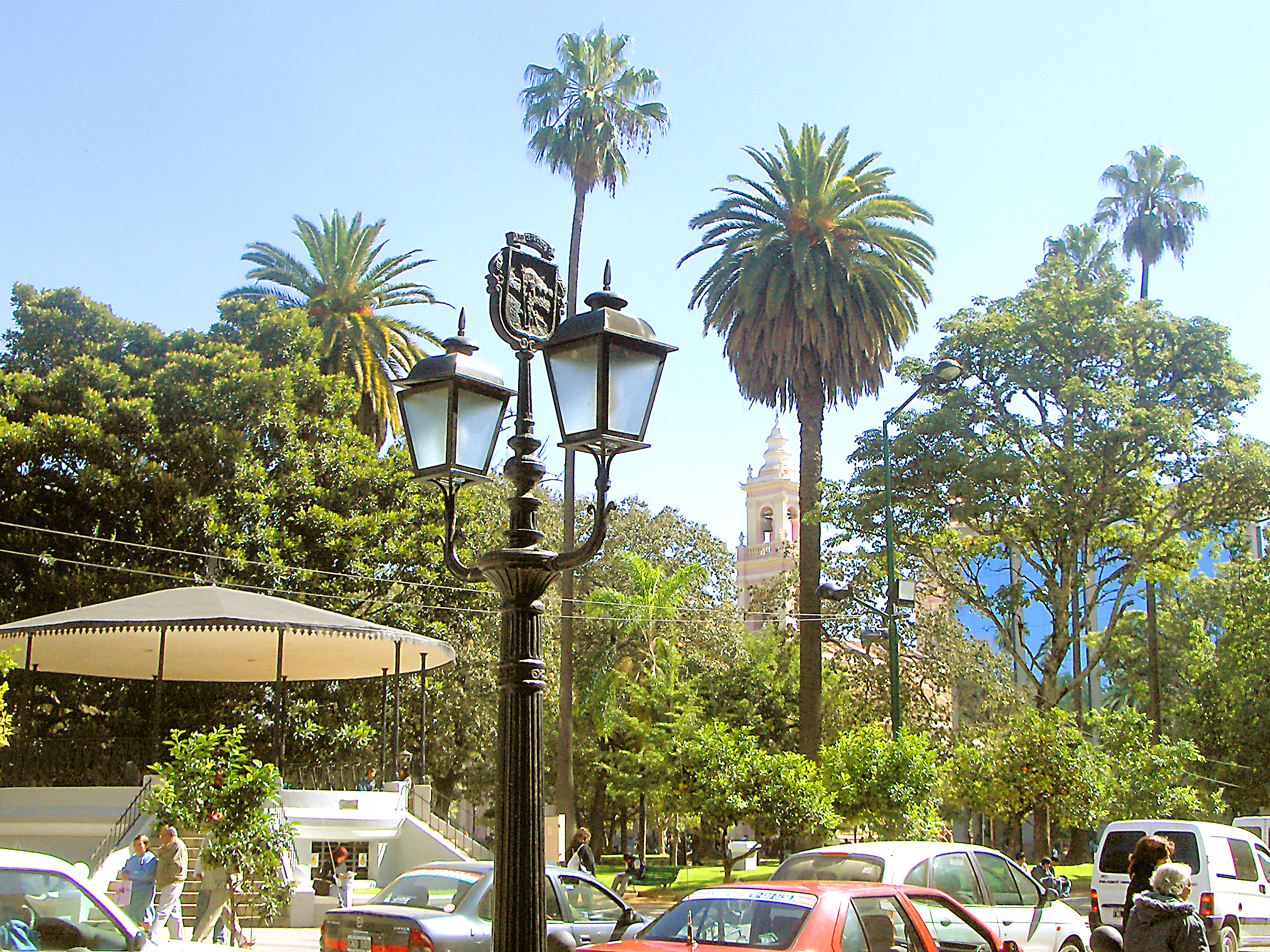
Farola de la Plaza 9 de Julio con el escudo de Salta.

El lema "muy noble y muy leal ciudad de" puede encontrarse en varias ciudades de dominio español, por ejemplo “Muy noble y muy leal ciudad de Barbastro”, “Muy noble y muy leal ciudad de Jaén”, etc… Incluso con un lema más elaborado como “Muy noble y muy leal, y decidida por la libertad, ciudad de Almería” o “Muy noble, muy leal, muy heroica, invicta y mariana ciudad de Sevilla”, etc. Es un título que se le otorgaba a una ciudad en particular por su respectivas prestaciones a la corona y a su vez la erigían en ciudad.